# Nowy Świętów
Nowy Świętów (niem. Deutsch Wette) – wieś w Polsce, położona w województwie opolskim, w powiecie nyskim, w gminie Głuchołazy. Historycznie leży na Dolnym Śląsku, na ziemi nyskiej. Położona jest na terenie Przedgórza Burgrabickiego, będącego częścią Przedgórza Paczkowskiego. Przepływa przez nią rzeka Biała Głuchołaska.
Częścią wsi jest Komorów.
W latach 1954–1961 wieś należała i była siedzibą władz gromady Nowy Świętów, po jej zniesieniu w gromadzie Polski Świętów. W latach 1975–1998 miejscowość należała administracyjnie do ówczesnego województwa opolskiego.
Według danych na 2011 wieś była zamieszkana przez 952 osoby.

## Geografia

### Położenie
Wieś jest położona w południowo-zachodniej Polsce, w województwie opolskim, około 6 km od granicy z Czechami, na Przedgórzu Burgrabickim. Należy do Euroregionu Pradziad. Przez granice administracyjne wsi przepływa rzeka Biała Głuchołaska. Leży na wysokości 252–255 m n.p.m. Wieś wielodrożnicowa.

### Środowisko naturalne
W Nowym Świętowie panuje klimat umiarkowany ciepły. Średnia temperatura roczna wynosi +8,0 °C. Duże zróżnicowanie dotyczy termicznych pór roku. Średnie roczne opady atmosferyczne w rejonie Nowego Świętowa wynoszą 602 mm. Dominują wiatry zachodnie.

## Historia
Wieś kolonizacyjna, wymieniona została po raz pierwszy w 1300 jako Swetow thewtonicalis. Z drugiej połowy XIII wieku pochodzi kościół parafialny Chrystusa Króla.
W 1664 Nowy Świętów był własnością rodu Duchze. Po śmierci ostatniego męskiego przedstawiciela rodziny, Jana Pawła Duchze, jego córka Sabina Jadwiga wniosła majątek w wianie pułkownikowi Franciszkowi Józefowi von Maubeuge. Maubeugowie byli właścicielami wsi do 1945. W 1937 należała do Rosemarie, Hansa Helmutha i Petera Bonifatiusa von Maubeuge. Funkcje kuratora pełnił Helmuth von Maubeuge. Majątek liczył 226 ha.
W latach 1945–1950 Nowy Świętów należał do województwa śląskiego, a od 1950 do województwa opolskiego.

## Zabytki

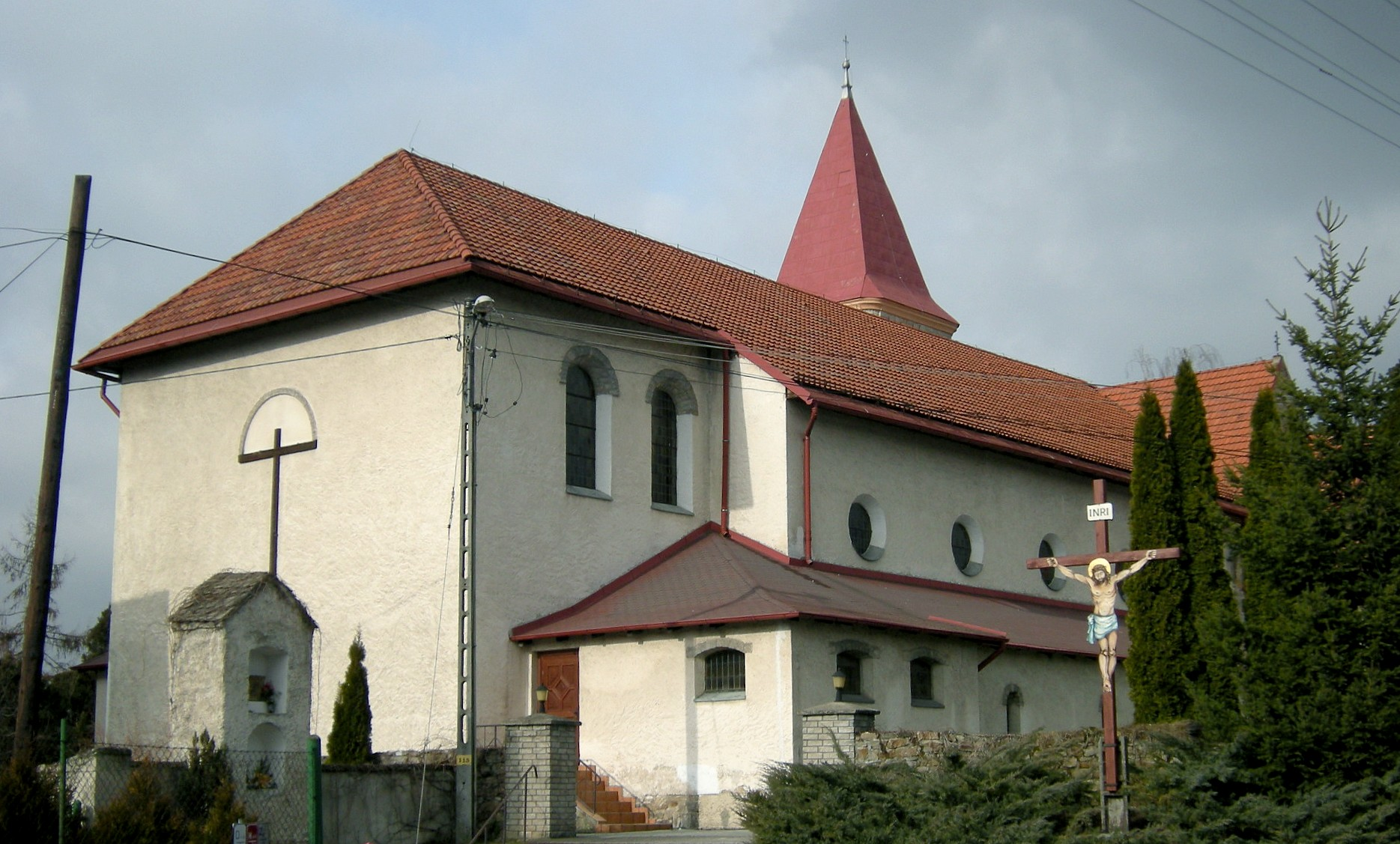
Kościół par. pw. Chrystusa Króla

Do wojewódzkiego rejestru zabytków wpisane są:
- kościół par. pw. Chrystusa Króla, dawniej św. Małgorzaty, z końca XIII w., wzmiankowany po raz pierwszy w 1302 r. Przebudowany w 1419 r. Odbudowany po zniszczeniach wojny 30 letniej w 1638 r., został rozbudowany w 1938 r. Wieża pochodzi z 1719 r. Wystrój wnętrza jest barokowy.
- Dwór w Nowym Świętowie – pałac z XIX w.
- spichrz z XIX w., 1840 r., nie istnieje

inne obiekty:
- pomnik upamiętniający śmierć milicjantki Alicji Zduńczyk (2.06.1926 – 05.08.1945), zamordowanej przez żołnierzy Armii Czerwonej, znajduje się przy szosie[13]
- linia kolejowa z Nysy przez Nowy Świętów do Głuchołaz i Pokrzywnej (nr 333), którą wybudowano w 1875 roku i z Głuchołaz do Mikułowic (nr 343), a w 1876 powstało połączenie kolejowe Nowego Świętowa z Prudnikiem i Racławicami Śląskimi (nr 137). W XIX w. powstało też połączenie Nowy Świętów – Sławniowice, obecnie jest ono nieczynne.

## Gospodarka
Wieś ma charakter rolniczo-przemysłowy. Mieszkańcy to głównie pracownicy zakładów, rolnicy i emeryci. Wiejskie zakłady to: piekarnia, warsztat samochodowy, wytwórnia torebek papierowych, zakład produkujący palety do transportu. Funkcjonuje tu mała elektrownia wodna, jest poczta, stacja PKP i przystanek PKS. Działa jednostka OSP, KGW i Klub Sportowy Nowy Świętów. We wsi znajdują się trzy sklepy spożywczo-przemysłowe. Obiekty kulturalno-oświatowe to: szkoła podstawowa, przedszkole, świetlica i nowa biblioteka. Jest tu duży obiekt sportowy ze stadionem. Basen kąpielowy jest nieczynny i wymaga remontu.

## Transport

### Transport drogowy
Przez Nowy Świętów przebiega droga wojewódzka:
- 411 Nysa – granica z Czechami w Konradowie

### Transport kolejowy

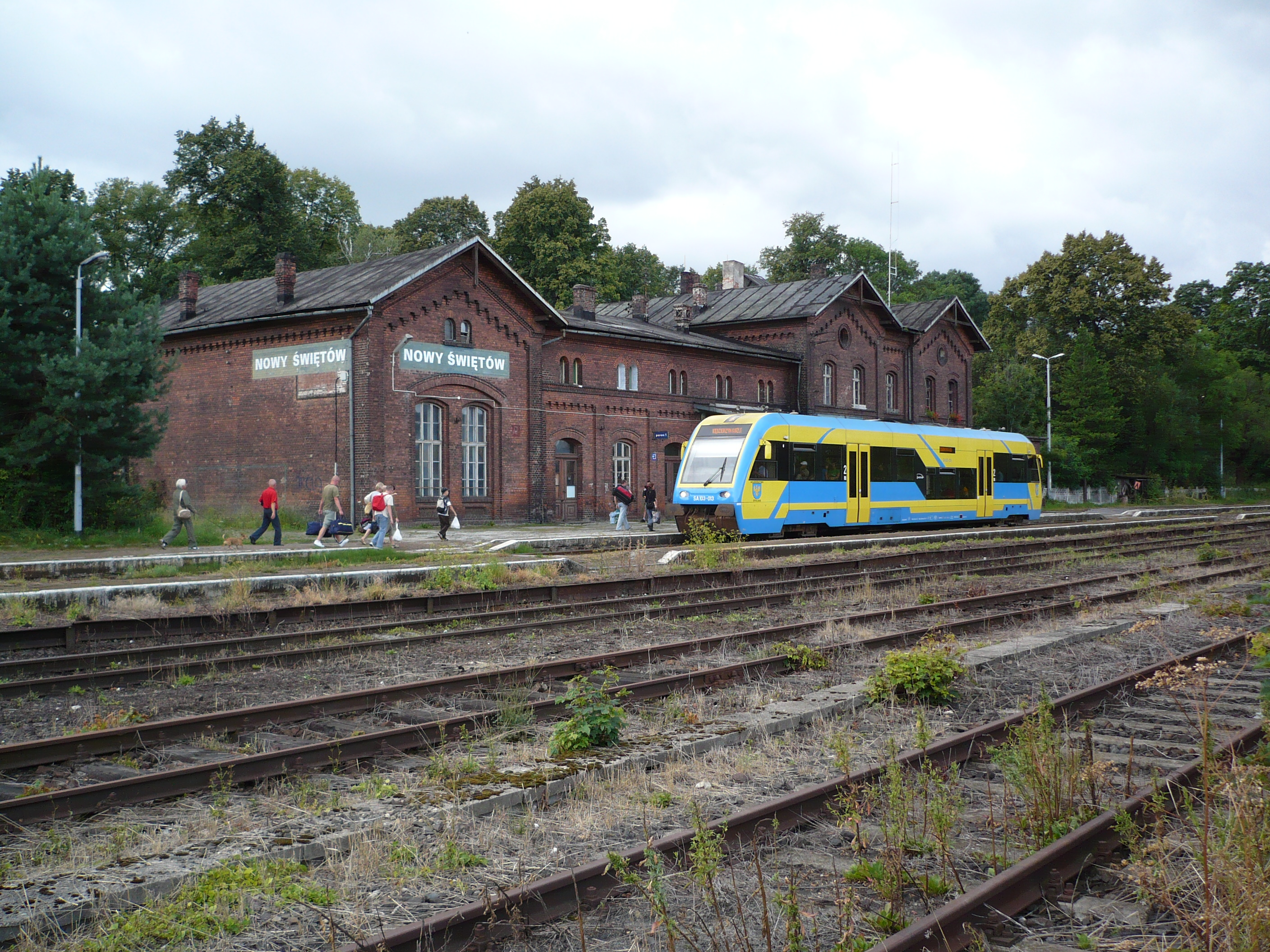
Stacja kolejowa

| Nowy Świętów                                                         |  |                                |
| Linia nr 137 Katowice – Legnica (127,228 km)                         |  |                                |
| Nowy Lasodległość: 3,751 km                                          |  | Przełęk odległość: 4,772 km    |
| Linia nr 251 (D29-1971) Nowy Świętów – Sławniowice Nyskie (0,000 km) |  |                                |
|                                                                      |  | Dłużnica odległość: 3,056 km   |
| Linia nr 297 Nowy Świętów – Głuchołazy Zdrój (0,000 km)              |  |                                |
|                                                                      |  | Głuchołazy odległość: 5,952 km |

## Turystyka
15 lipca 2010, w ramach organizowanego w Prudniku VI Europejskiego Tygodnia Turystyki Rowerowej, w którym wzięli udział rowerzyści z całej Europy, przez Nowy Świętów prowadziła trasa „Szlakiem błogosławionej Marii Luizy Merkert”.

### Szlaki rowerowe
Przez Nowy Świętów prowadzi szlak rowerowy:
- Trasa rowerowa PTTK nr R9: Głuchołazy – Kolonia Jagiellońska – Bodzanów – Rudawa – Nowy Świętów – Wilamowice Nyskie – Gierałcice – Biskupów – Łączki – granica województw opolskiego i dolnośląskiego